# Ил-86
Ил-86 е четиримоторен широкофюзелажен пътнически самолет със средна продължителност на полета, проектиран в конструкторското бюро на Илюшин. Наименование по класификацията на НАТО – „Camber“. Това е първият и най-масов съветски пътнически широкофюзелажен самолет. Произвеждан е серийно в периода 1980 – 1997 г. от авиационния завод Воронежко акционерно самолетостроително общество във Воронеж. Произведени са 106 броя.

## Конструкция
Самолетът е проектиран като четиримоторен с ниско разположено стреловидно крило. Двигателите НК-86 са разработка на базата на НК-8, използвани в самолетите Ил-62 и Ту-154Б. Впоследствие именно тези двигатели стават причина за преждевременното прекратяване на експлоатацията на самолета. НК-8 имат голям разход на гориво, не удовлетворяват европейските норми за шума и не осигуряват достатъчна тяга. Много от авариите с Ил-86 са заради конструктивните недостатъци на двигателите. Това е и една от основните причини да бъде изведен от експлоатация.

## Модификации
- Ил-86 – Базов вариант. Един екземпляр, изпълнен в специален вариант за нуждите на президента на РФ.
- Ил-86В – Проект за превоз на 450 пътници на разстояние 3600 – 4000 км.
- Ил-86Д – Проект за модификация, на базата на който е разработен Ил-96.
- Ил-80/87 (по НАТО: „Maxdome“) – Въздушен команден пункт. За разлика от нормалните Ил-86 няма илюминатори, има система за дозареждане във въздуха и допълнителен отсек за апаратура („гърбица“) в носовата част на фюзелажа. Произведени са 4 броя.

- Ил-86
- Ил-80

|  | Тази страница частично или изцяло представлява превод на страницата „Ил-86“ в Уикипедия на руски. Оригиналният текст, както и този превод, са защитени от Лиценза „Криейтив Комънс – Признание – Споделяне на споделеното“, а за съдържание, създадено преди юни 2009 година – от Лиценза за свободна документация на ГНУ. Прегледайте историята на редакциите на оригиналната страница, както и на преводната страница, за да видите списъка на съавторите. ВАЖНО: Този шаблон се отнася единствено до авторските права върху съдържанието на статията. Добавянето му не отменя изискването да се посочват конкретни източници на твърденията, които да бъдат благонадеждни. |